# Gutow
Gutow es un municipio situado en el distrito de Rostock, en el estado federado de Mecklemburgo-Pomerania Occidental (Alemania), a una altitud de 16 metros. Su población a finales de 2016 era de 1000 habs. y su densidad poblacional, 43 hab/km².
Se encuentra a pocos kilómetros al noreste del distrito de Ludwigslust-Parchim.